# بلیوت

یک بلیوت.

بلیوت (Blivet) که با نام‌های پویویت (poiuyt)، چنگال شیطان (devil's fork) و ویجت (widget) نیز شناخته می‌شود یک شیء غیر ممکن و یک خطای دید است. این شیء در پایین سه شاخه دارد اما انتهای دیگرش دو شاخه مستطیلی است. 

## شکل دارای تضاد
در مارس ۱۹۶۵ بر جلد مجله مد با عنوان «پویویت سه چنگال» (Three-Pronged Poiuyt) آمد و از آن پس در مجلات بسیاری دوباره به تصویر کشیده شد. Poiuyt شش حرف اول بالا از سمت راست تمام دستگاه‌های تایپ لاتین است. موریس اشر از اشکال سه‌بعدی غیرممکن این چنینی، در کارهایش بسیار استفاده کرده‌است. در ۱۹۶۸، راجر هیوارد در مقاله «بلیوت: پژوهش‌ها و توسعه‌ها» تفسیرهایش از بلیوت را بیان کرد. واژه بلیوت در نیروهای نظامی آمریکا بسیار استفاده شده‌است از جمله در جنگ جهانی دوم از واژه بلیوت برای نامیدن موقعیتی غیرقابل مدیریت استفاده می‌شد.

## نام‌های دیگر
- Ambiguous Trident
- Devil's Pitchfork
- Devil's Tuning Fork
- Mark III Blivet
- Three-Legged Blivet
- Three-Pronged Poiuyt
- Trichotometric Indicator Support
- Three-Forked, One Slot widget (Games magazine)
- Veeblefetzer